# 812

## Догађаји
- 11. јануар – Бивши цар Ставракије, син Нићифора I, умире од у манастиру. Владао је само два месеца и осам дана, пре него што су га виши званичници у Цариграду протерали.
- 12. јануар — Изасланици византијског цара Михајла I Рангабе су склопили мир у Ахену с франачким царем Карлом Великим, после више од деценије рата Византије и Франачког царства.
- Цар Михаило I поново отвара мировне преговоре са Францима и признаје Карла Великог за цара Франачког царства. У замену за ово признање, Византијском царству је враћена Венеција и Далмација без Истре а Србија је проширила своје границе до Динаре и Поуња (Уна).
- Византијско-бугарски рат: Бугари, предвођени Крумом, владаром (каном) Бугарског царства, покрећу инвазију на Византију. Освајају тврђаве Девелт и Месембрију, близу Црног мора.
- Карло Велики осваја Каталонију, на југу до реке Ебро и Балеарских острва. Окрузи долазе под власт Бере, грофа Барселоне. Потписује трогодишњи мировни споразум са Кордовским емиратом.
- Карло Велики издаје „Capitulare de villis“ (Капитулар о вилама), који се тиче права феудалног земљопоседника и услуга које дугују његови зависници. Такође садржи имена око 89 биљака, од којих се већина користи у медицинске сврхе.
- Република Амалфи шаље галије да подрже византијског генерала (стратега) Сицилије, Грегорија, против аглабидских освајача. То је један од најранијих доказа независности града.
- По смрти краља Хеминга од Данске, два претендента на престо, Сигфред и Ануло, сусрећу се у бици, али обојица бивају убијени. Харалд и Регинфрид, браћа Анула, постају заједнички краљеви Данске.
- Четврта фитна: Снаге лојалне Ел-Мамуну, предвођене Тахиром ибн Хусејном, блокирају Багдад, који је лојалан ал-Мамуновом брату, калифу Ел-Амину, и започињу једногодишњу опсаду Багдада.
- Кинеска влада преузима издавање папирних банкарских меница, претка папирног новца.